# Un dimanche matin
Pour plus de détails, voir Fiche technique et Distribution.
Un dimanche matin est un court métrage français réalisé par Damien Manivel, sorti en 2012.

## Synopsis
Dimanche matin dans la banlieue parisienne : un homme se promène avec son chien. 

## Fiche technique
- Titre : Un dimanche matin
- Réalisation : Damien Manivel
- Scénario : Damien Manivel
- Photographie : Julien Guillery
- Son : Jérôme Petit
- Décors : Jannick Guillou
- Montage : Suzana Pedro
- Production : GREC
- Durée : 18 minutes
- Date de sortie : 9 janvier 2012

## Distribution
- Ivan Borin
- Emmanuel Chardon
- Bertrand Chauvet

## Distinctions
- Festival de Cannes 2012 : Prix découverte du court métrage de la Semaine de la critique[1]